# Fernando de Santiago y Díaz de Mendívil
Fernando de Santiago y Díaz de Mendívil, né le 23 juillet 1910 à Madrid et mort le 6 novembre 1994 dans la même ville, est un militaire espagnol.

## Biographie
Il est nommé premier vice-président du gouvernement, chargé des Affaires de la défense et ministre sans portefeuille dans le troisième gouvernement de Carlos Arias Navarro le 12 décembre 1975. Il est reconduit comme premier vice-président et ministre sans portefeuille le 8 juillet 1976 par Adolfo Suárez.
Proche du « Búnker », il s'oppose à la légalisation des syndicats — notamment les Commissions ouvrières (CCOO) — et finit par remettre sa démission le 22 septembre 1976. Il est remplacé dès le lendemain par le lieutenant-général Manuel Gutiérrez Mellado, libéral assumé et fidèle de Juan Carlos Ier.
Après sa démission, il écrit de nombreux articles dans le quotidien phalangiste El Alcázar, afin d'appeler à un soulèvement nationaliste similaire à celui du 18 juillet 1936, déclencheur de la guerre d'Espagne. En 1978, il accepte la présidence du mouvement politique ultra-conservateur Acción española, annonçant vouloir stopper l'évolution démocratique et revenir à un gouvernement fort ; toutefois, bien que financé par la fondation Franco, le mouvement échoue à rassembler les militaires opposés à la démocratisation, et n'a pas d'influence notable dans le débat public.